# 真野健三
真野健三（Kenzo Mano：まの けんぞう）は、日本のファッションプロデューサー。MODECOM株式会社代表取締役社長。

## 人物
大阪府豊中市出身。
大阪工業大学付属高校（現：常翔学園中学校・高等学校）から関西外国語大学英米語科に進学。
在学中に親友の高濱豊（京都美術大学）、宮川賢一（大阪大学）らと Have a nice day.inc 設立する。
2年後に解散、1972年渡米欧。帰国後1974年に真野商品研究所を設立する。
2015年現在、ファッションプロデューサーとして、ファッションブランディング、ブランドプロデュース、投資業務等手掛ける。

## 活動
ファッション、ビューティ、ヘルスケアをテーマに新商品開発に取り組んでいる。
コピーライター、ファッションショー演出家、ファッションプロデューサー&ディレクター等の活動経歴を生かして、広くブランディングを行う。
2015年現在、
- ブランディングプロデューサー
- ファッションプロデューサー
- 真野商品研究所株式会社およびMODECOM株式会社 代表取締役社長

## 経歴
1974年
- コピーライターとして仕事を始めるが、学生時代に音楽活動を行っていた事もあり、音楽とファッションをコラボしたTVCM、ファッションイベントなどを手掛ける。
- 22歳の学生時代に遊学のため渡米欧し、新しいカルチャーを日本に紹介。
- 真野商品研究所創業　コピーライター、ファッションショー等ファッション・ディレクターとして活動。

1975年〜
- 東レ、帝人、大丸などファッション・マーケティング企画デザインに参加し、数々の新ブランド開発及びディレクション業務を行う。

1990年〜
- 日本のトップデザイナーブランドのライセンスビジネスをスタート。君島一郎、芦田淳、花井幸子等著名デザイナーとコラボブランドを発表。
- メンズシャツ・ホームファッション・眼鏡発売、メンズスーツ・スポーツウエア発売、ゴルフウエア・ベビー服・子供服発売。

1999年〜
- DCブームの再来（アゲインブランド）の開発スタート。インアンドヤン、リネアフレスカ等80年代モードのブランディングを行う。
- メンズウエアなど蝶理、オンワード樫山と共同発売。

2007年〜
- パリ、クレージュ等海外ブランドのコラボ商品発表。

2008年〜
- 吉田ヒロミ、花井幸子らとTV通販ブランド発表。

2013年〜
- Paris マダムセリーヌ、セ．ルーアン等新ブランド発表。